# Тарасевич, Лев Александрович
Лев Алекса́ндрович Тарасе́вич (1868, Тирасполь, Херсонская губерния — 1927, близ Дрездена) — русский и советский иммунолог, эпидемиолог, микробиолог, патолог, организатор здравоохранения и медицинской науки. Доктор медицины, профессор, академик Всеукраинской академии наук. Герой Труда.

## Образование, начало карьеры
Дворянин по происхождению. Родился 2 (14) февраля 1868 года в Тирасполе Херсонской губернии. Отец — Александр Иосифович Тарасевич, служащий. Мать — Людмила Феликсовна, в девичестве Бурунская. Младшие сестра Юлия и брат Алексей. В возрасте 14 лет потерял отца, умершего от туберкулёза лёгких, и взял на себя роль главы семьи.
В 1882 году окончил Кишинёвскую прогимназию и в 1886 году — 1-ю Кишинёвскую гимназию (с золотой медалью). Поступил в Императорский Новороссийский университет на естественное отделение физико-математического факультета, окончил его в 1891 году с дипломом 1-й степени.
Осенью 1891 года поступил в Военно-медицинскую академию в Петербурге, но не смог завершить обучение из-за смерти матери, умершей в начале 1893 года от туберкулёза, и собственных проблем со здоровьем. Весной 1893 года женился на Анне Васильевне Стенбок-Фермор, свояченице профессора Ромула Александровича Пренделя, с которой познакомился во время учёбы в Новороссийском университете, и уехал с ней во Францию, где осенью того же года поступил на медицинский факультет Парижского университета, который окончил в 1897 году с почётным отзывом. В этом же году защитил в Париже диссертацию на степень доктора медицины.
В 1898 году с отличием выдержал в Киевском университете экзамен на степень лекаря и начал работать в лаборатории общей патологии под руководством профессора В. В. Подвысоцкого. В январе 1899 года был избран сверхштатным помощником прозектора при кафедре общей патологии Киевского университета.
В 1900 году был командирован в Институт Пастера в Париже, работал в микробиологической лаборатории И. И. Мечникова. Был одним из любимых учеников Мечникова и последователем его клеточной теории иммунитета.

## Педагогическая и общественная деятельность
По возвращении в Россию поступил на работу в Новороссийский университет. 23 ноября 1901 года избран исполняющим обязанности прозектора кафедры общей патологии. В мае 1902 года защитил докторскую диссертацию «К учению о гемолизинах». В октябре того же года утверждён приват-доцентом кафедры общей патологии инфекционных заболеваний. По другим данным, с 1901 года читал курс микробиологии, а затем заменил профессоров Подвысоцкого и Хлопина в преподавании общей патологии и гигиены. В 1905 году организовал и возглавил Союз младших преподавателей, боровшийся за права молодых учёных и студенчества. В связи с этой деятельностью и политической реакцией в мае 1905 года был уволен, но в октябре того же года восстановлен в должности по ходатайству Совета медицинского факультета и других общественных организаций. В 1907 году не прошёл выборы на кафедру (по версии С. И. Диденко, забаллотирован реакционно настроенными выборщиками) и вновь уволен.
В 1907 году переехал в Москву и до 1911 года в качестве приват-доцента читал лекции в Московском университете. В 1911 году вместе с другими преподавателями покинул университет в знак протеста против политики министра народного просвещения (дело Кассо). Был инициатором ряда реформ в преподавании медицинских дисциплин и энергичным сторонником равноправия женщин в вопросах медицинского образования на факультетах университетов.
С 1908 года, то есть с момента основания кафедры, по 1924 год был профессором кафедры бактериологии (в дальнейшем — микробиологии) на медицинском отделении Московских высших женских курсов (впоследствии 2-й МГУ). Вместе с руководителем кафедры Прасковьей Васильевной Циклинской, которая также была ученицей Мечникова, вёл курс бактериологии, читал особый курс «Учение об инфекции и иммунитете». Вместе с известным гигиенистом и микробиологом Петром Николаевичем Диатроповым был пионером преподавания общественной медицины в стенах МВЖК с 1910 года. После 1911 года преподавал также в Народном университете имени А. Л. Шанявского.
В период Первой мировой войны по поручению Главного комитета Земского союза занимался противоэпидемическими мероприятиями на Юго-Западном фронте, в том числе организовывал проведение профилактических прививок. В феврале 1916 года возглавил Особую комиссию, командированную в Англию и Францию для ознакомления с постановкой медико-санитарного дела в иностранных армиях. Доклад о командировке был высоко оценен Главным комитетом Земского союза. В июне 1917 года был назначен верховным полевым санитарным инспектором при Ставке главнокомандующего Юго-Западным фронтом. В декабре того же года по болезни выведен в резерв и возвращён в Москву.
В мае 1917 года вернулся в Московский университет в качестве приват-доцента; в 1918—1924 годах — профессор 2-го МГУ.

## Научная деятельность
Занимался исследованиями в различных областях иммунологии и медицинской микробиологии. Его диссертационная работа «К учению о гемолизинах. Историко-критическое и экспериментальное исследование» (1902) основана на результатах, полученных автором в лаборатории Мечникова. В работе дан анализ состояния иммунологии того времени и изучены закономерности развития иммунного ответа на чужеродные эритроциты. В своё время работы Тарасевича о гемолизинах имели большое значение для применения двух основных учений в иммунологии (клеточного и гуморального) и доказательства, что иммунный ответ развивается благодаря сложному взаимодействию клеточных и гуморальных факторов. Он установил, что гемолитической способностью обладают лимфатические железы и селезёнка, то есть органы, богатые макрофагами, тогда как костный мозг лишён этой способности. Эти исследования о гемолизинах имели большое значение для развития учения о роли ретикуло-эндотелиальной системы в иммунитете и учения об анафилаксии.
В 1911 году Тарасевич участвовал в экспедиции Мечникова в Калмыцкие степи с целью изучения туберкулёза в этом регионе. Он внёс существенный вклад в решение вопросов эпидемиологии и профилактики туберкулёза, холеры, брюшного тифа, малярии, сыпного тифа, дизентерии, сифилиса. Основные направления его работ: определение заболеваемости, естественная иммунизация, формирование коллективного иммунитета и его влияние на циркуляцию возбудителей инфекционных болезней. Работы Тарасевича способствовали формированию эпидемиологии как самостоятельной области медицинских знаний, непосредственно связанной с практикой противоэпидемических мероприятий.
Сфера научных интересов Л. А. Тарасевича не ограничивалась вопросами иммунологии и эпидемиологии. Он придавал большое значение вопросам аллергии, длительное время занимался экспериментальным воспроизведением пищевой анафилаксии к молоку и яичному белку.
В 1912 году участвовал в организации журнала «Природа» и оставался его редактором до конца жизни.

## Работа повакцинациинаселения
На заре развития вакцинологии в России Л. А. Тарасевич был активным пропагандистом иммунизации населения с целью предотвращения эпидемий инфекционных заболеваний. В то время существовало большое количество противников вакцинации, опасавшихся возможности возникновения осложнений. Своим оппонентам Тарасевич писал в 1914 году:
…Прививки не являются, конечно, ни абсолютным, ни идеальным средством, но они представляют по обстоятельствам настоящего времени наиболее существенную предупредительную меру по отношению к целому ряду заболеваний, и проведение их надо признать обязательным.
Статьи и выступления Тарасевича, его взвешенный подход к массовой вакцинации сыграли решающую роль в применении этого метода профилактики инфекций в России. Его усилиями была организована вакцинация военных и беженцев против холеры и брюшного тифа и новорождённых детей против туберкулёза. Тарасевич всемерно способствовал развитию передовых направлений в вакцинологии, в частности, разработке методов пероральной иммунизации по А. М.Безредке; благодаря его поддержке разрабатывались пероральные вакцины против дизентерии и других заболеваний.
В годы Первой мировой войны Л. А. Тарасевич — главный военно-полевой санитарный инспектор армии, был инициатором и организатором вакцинации русской армии против брюшного тифа и холеры. Под его руководством была разработана программа противоэпидемических мероприятий для Медицинского совета при Временном правительстве.

## Деятельность в сфере контроля качества вакцин и сывороток

Могила Тарасевича на Новодевичьем кладбище Москвы.

Л. А. Тарасевич стал основателем системы государственного надзора за качеством вакцин и сывороток. Со времени организации Наркомздрава РСФСР в июле 1918 года стал председателем Сывороточно-вакцинной комиссии. В начале августа назначен заведующим Станцией контроля сывороток и вакцин (впоследствии НИИ стандартизации и контроля медицинских биологических препаратов имени Л. А. Тарасевича; ныне преобразован в Научный центр экспертизы средств медицинского применения), а в конце месяца — председателем Ученого медицинского совета Наркомздрава.
Был бессменным председателем всех всероссийских съездов бактериологов, эпидемиологов и санитарных врачей.
В октябре 1918 года на Первом съезде бактериологов и эпидемиологов России было принято решение о необходимости организации в стране специального Контрольного института. В январе 1919 года по приказу народного комиссара здравоохранения Н. А. Семашко был организован сыгравший большую роль в широком внедрении специфической профилактики инфекционных заболеваний Государственный контрольный институт сывороток и вакцин (ныне — Государственный научно-исследовательский институт стандартизации и контроля медицинских биологических препаратов им. Л. А. Тарасевича), где Тарасевич был директором.
В 1920 году стал инициатором основания Государственного института народного здравоохранения им. Пастера (ГИНЗ) и до 1927 года был его директором. Л. А. Тарасевич был также организатором и руководителем Центральной сывороточно-вакцинной комиссии, которая была прообразом созданного позднее Комитета вакцин и сывороток, а затем — Комитета медицинских иммунобиологических препаратов.
Тарасевич был членом московского Литературно-художественного кружка, в его доме собиралась московская интеллигенция: Андрей Белый, братья Николай и Эмилий Метнеры, Фёдор Степун и другие.
Умер 12 июня 1927 года в санатории под Дрезденом, куда он был направлен на лечение по решению наркома здравоохранения РСФСР Семашко. 22 июня урна с его прахом была доставлена в Москву и после состоявшейся на следующий день гражданской панихиды захоронена на старом Новодевичьем кладбище.

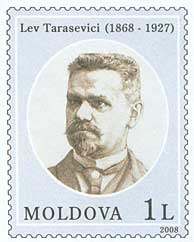
Почтовая марка Молдовы, 2008 год

## Признание. Память
- В 1923 году Л. А. Тарасевичу было присвоено звание Героя Труда на фронте народного здравоохранения[25].
- Академик Всеукраинской академии наук (1926)[уточнить].
- Почётная золотая медаль имени Кюммеля Гамбургского университета в связи с предстоявшим 30-летием научной и педагогической деятельности (1927)[26].
- Имя Л. А. Тарасевича с 1927 года носит созданный им в Москве Государственный НИИ стандартизации и контроля медицинских биологических препаратов.
- В Тирасполе, его именем назван медицинский колледж.

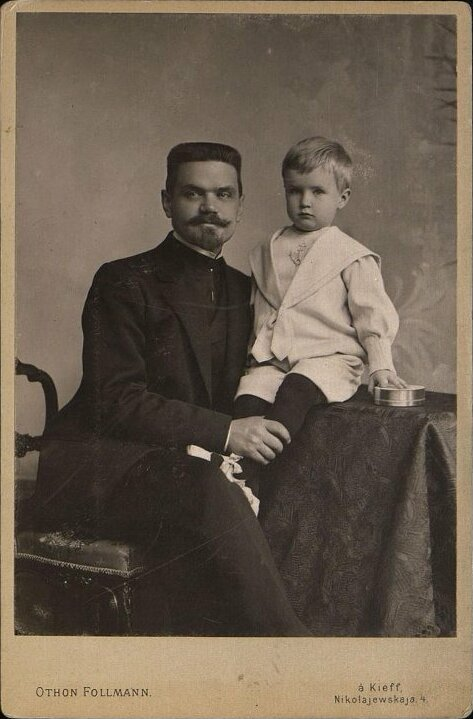
С сыном Александром. Киев, ок. 1899 года

## Семья
Жена — Анна Васильевна, урождённая графиня Стенбок-Фермор (1872—1921), профессиональная певица, одна из основательниц московского «Дома песни».
- Дочь Юлия (в замужестве Тарасевич-Степун[27]; 1893[28] — не позже 1970[27]).
- Сын Александр (1896—1930, Ташкент) — инженер-гидрогеолог[29][30].
- Сын Кирилл (Тарасевич-Николаев; 1901—1968) — скрипач оркестра Большого театра[29].
  - Внук Лев Кириллович Тарасевич (1926—2018) — врач, с 1992 года проживал в Канаде[28].

## Адреса в Москве
Основной источник информации:.
Л. А. Тарасевич жил в Москве с 1907 года:
- в Большом Афанасьевском переулке, дом 41;
- на улице Пречистенке, дом 38;
- в переулке Сивцев Вражек, дом 41, строение 2[11].